# Gurdwara
En gurdwara (panjabi ਗੁਰਦੁਆਰਾ [gurduārā], ਗੁਰਦਵਾਰਾ [gurdvārā], fra "gurū" (en lærer) og "dvārā" (en dør)) er et tempel for sikher. Gurdwaraer indeholder først og fremmest den hellige bog Guru Granth Sáhib. Den mest kendte gurdwara er Harmandir Sáhib eller "Det gyldne tempel" i Amritsar i Punjab i Indien. Folk af alle religioner er velkomne i gurdwaraene, så længe de tager skoene af og dækker hovedet, før de går ind i de helligere dele af gurdwaraen. De, som netop har drukket alkohol eller røget kan blive afvist.
I Danmark er der én gurdwara – Gurdwara Siri Guru Singh Sabha i Vanløse.
- Wikimedia Commons har flere filer relateret til Gurdwara

| Religion | Spire Denne religionsartikel er en spire som bør udbygges. Du er velkommen til at hjælpe Wikipedia ved at udvide den. |